# Enedwaith

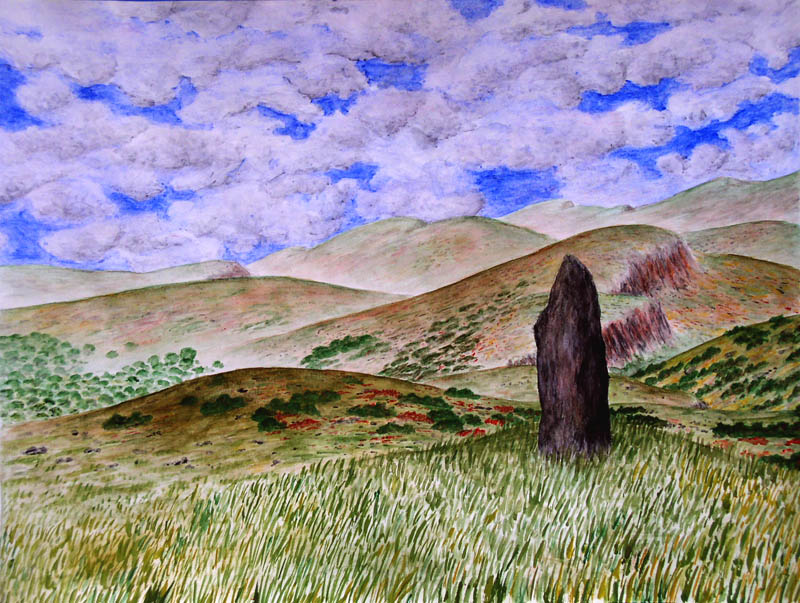
Enedwaith

Enedwaith of Enedhwaith is een uitgestrekt land in de fictieve wereld Midden-aarde van J.R.R. Tolkien. Het ligt in het zuiden van Eriador ten westen van de Hithaeglir tussen de rivieren de Grijsvloed en de Isen.
In de Tweede Era trof de Númenoreaanse zeevaarder en koning Tar-Aldarion hier op zijn reizen uitgestrekte bossen aan. Deze werden vervolgens gekapt en via de havens van Lond Daer en Tharbad aan de rivier de Grijsvloed verscheept naar het het eiland Numenor. Het hout werd daar gebruikt voor de scheepsbouw.
In de Derde Era ligt het tussen de twee koninkrijken van de Dunedain. In het zuiden Gondor en in het noorden Arnor. Het is het een verlaten gebied. De bewoners zijn de Donkerlanders in het oostelijke gedeelte van het gebied aan de voet van de Hithaeglir bij de Kloof van Rohan, Dunland genaamd. Aan de kust, tussen de Gwathló en de Isen, woont een vissersvolk dat waarschijnlijk verwant was aan de Wozen.